# Mento Deichmann
Mento Deichmann (und  Namensvarianten; * 2. Januar 1610 in Steyerberg; † 13. oder 23. November 1649 in Hannover) war ein deutscher Schulleiter und evangelischer Geistlicher.

## Leben
Mento Deichmann war der Sohn von Christoph Deichmann (oder Christoffer Deichman) und Catharina Silings. Nach seiner ersten Bildung durch die Eltern und an der örtlichen Schule besuchte er die Stadtschule in Hannover. Nach dem frühen Tod seiner Eltern wurde er durch Freunde und Verwandte unterstützt. Eine besondere Förderung erhielt Deichmann durch den Rektor Johann Strube.
Ab 1632 besuchte Deichmann die Universität Wittenberg, an der er vor allem durch den Theologen Jakob Martini unterrichtet wurde. Nach seiner Rückkehr nach Hannover erhielt er durch Melchior Reichard die Stellung des Präzeptors für dessen Sohn Melchior Albrecht Reichard. Gemeinsam mit dem ihm anvertrauten Reichard sowie dem späteren Juristen und Doktor beider Rechte Jacob Türck wurde Deichmann an die Universität Helmstedt gesandt. Dort wurde er insbesondere durch die Theologen Georg Calixt und Conrad Horn unterrichtet, 1638 zum Magister angenommen und las vielbeachtete philosophische „Collegia“.
Nach seinem Theologiestudium wurde Deichmann zum Subconrektor der Lateinschule der Stadt Hannover berufen, dem späteren Ratsgymnasium, wo er rund drei Jahre tätig war. 1641 wurde er Pfarrer und Seelsorger an der Kreuzkirche Hannover und war dort knapp neun Jahre tätig.
Deichmann heiratete am 2. November 1641 Anna Maria Walther, Tochter von Ludolf Walther. Aus der Ehe gingen vier Töchter hervor, von denen drei ihren Vater überlebten.
In seinem letzten Lebensjahr zog sich Deichmann im November 1649 eine wetterbedingte Unterkühlung zu. Er ging dennoch seinen Amtspflichten im örtlichen Waisenhaus nach und versah seinen kirchlichen Dienst. Ihn befiel zusätzlich ein Fieber. Trotz medizinischer Behandlungen verstarb Deichmann zehn Tage nach seiner Erkrankung.
Deichmann starb im November 1649 und wurde am 28. November 1649 in einer Gruft in der Kirche zum Heiligen Kreuz beigesetzt. Die Leichenpredigt hielt Pastor Georg Erythropel.

## Sonstiges
Aus der Provenienz von Mento Deichmann stammt unter anderem eine philologische Handschrift aus der Zeit um 1630, die später in den Besitz von Gerhard Molanus, Abt des Klosters Loccum, gelangte. Dessen Privatbibliothek wurde später von der Königlichen Bibliothek zu Hannover käuflich erworben, von der ein Teil, darunter die Handschrift, 1734 von der Niedersächsischen Staats- und Universitätsbibliothek Göttingen gekauft wurde.

## Schriften
- Dissertationum Theologicarum Secunda, De Verbo Dei Seu Sacra Scriptura : Sectio I. De auctoritate S. Scripturae [theologische Dissertation], Helmaestadi[i]: Lucius, 1637 [erschienen 1638]; Volltextausgabe der Herzog August Bibliothek Wolfenbüttel
- M. Menthonis Deichmani Epistola, Pro Ministrorum Verbi Coniugio. Ad Hermannum Deichmanum, Verbi Divini Ministerium Ronnebergensem, Fratrem: Cum ... Margaretha ... Dn. M. Iusti Mulleri ... p. m. optime meriti, nuptias celebrantem [Gelegenheitsschrift zur Hochzeit], Hannoverae: Glaserus, 1646; Digitalisat der Universitäts- und Landesbibliothek Sachsen-Anhalt (ULB)
- Christlicher Leich-Sermon/ Uber die Histori von der GeburtsArbeit und Absterben der Rahel Bey ansehnlicher und Volckreicher Leichbegängniß/ Der ... Catharina Elisabeth Hampin/ Deß ... Herrn Thomas Gastmeisters/ ... Commendanten der Vestung Rotenburg/ hertzlieben seligen Haußfrawen. Welche am ... 28 Novemb, Anno 1647 ... verschieden/ und darauff am 2. Januarij/ Anno 1648. ... zu Hannover in der Pfarrkirchen zum H. Creutz in ihre Ruhekammer bey gesetzet worden. Gehalten, Hannover: gedruckt bey Joh. Friedrich Glasern, 1648; Digitalisat der SUB
- Ad Virum Clarißimum & Consultißimum Dn. Melchiorem Albrechtum Reichardts/ I. U. Licentiatum, Cum ... Virgine Dorothea Eleonora Romlingia ... Dn. Christiani Römlings ... relicta Filia, Hannoverae, VII. Id. Septemb. nuptias celebrantem M. Menthonis Deichmani Ecclesiastae Hannoverani Epistola Pro Monogamia, Hannoverae: Glaserus, 1648; Digitalisat der ULB
- Christlicher Leich-Sermon Auß den letzten Worten deß 56. Capitels Jesaia Bey ansehnlicher und Volckreicher Leichbegängniß/ Der weyland Ehrbaren/ viel Ehr- und Tugentsamen Frawen Annen Eggelings/ Deß Ehrenvesten und Wolgeachten Herrn Heinrichen Ernsts/ gewesenen fürnehmen Bürgers und Brawers in Hannover hintergelassenen Witwen. Welche am 26. Februarii Anno 1648. in Hannover selig in Gott verschieden/ und darauff mit Christlichen Ceremonien in ihre Ruhe-Kammer auff den Kirchhoff S. Nicolai daselbst beygesetzt worden. Gehalten und zum Druck übergeben,
- Leich-Sermon Vom seligen Zustande der Jenigen/ die im Herren sterben Auß dem 14. Cap. der Offenb. Johannis. Bey ... Begräbnüß Des ... Herrn Erasmi Schmiedes/ Medicinae Doctoris und Professoris in der löblichen Universität Rintheln. Welcher am 14. Aprilis, Anno 1649. ... in Hannover sanfft und selig in Christo entschlaffen/ und darauff am 14. Eiusd. allda ... in der Pfarkirchen zum H. Creutz beygesetzet worden. Gehalten, Rinteln: bey Petro Lucio, 1649; Digitalisat der Staats- und Universitätsbibliothek Göttingen (SUB)